# 天神インターチェンジ
天神インターチェンジ（てんじんインターチェンジ）は、高知県吾川郡いの町にある地域高規格道路・高知松山自動車道（高知西バイパス） 2期工区区間のインターチェンジである。

## 概要
- 当ICからいの町の中心市街地や高知市春野町へのアクセス向上が期待されている。

## 道路
- 高知松山自動車道（高知西バイパス） 2期工区区間

## 接続する道路
- 高知県道36号高知南環状線

## 歴史
- 2012年12月22日 : 天神IC - 鎌田IC間開通に伴い供用開始
- 2016年3月5日 : 高知方面開通に伴い供用開始

## 周辺
- 伊野駅（JR土讃線）
- いの町立伊野中学校
- 天神保育園
- 土佐警察署いの警察庁舎

## 隣
高知松山自動車道（高知西バイパス） 2期工区区間
伊野IC - 高知西バイパス1期工区区間 - 枝川IC - 是友IC - 天神IC - 鎌田IC - 波川IC